# Leonie Lastella

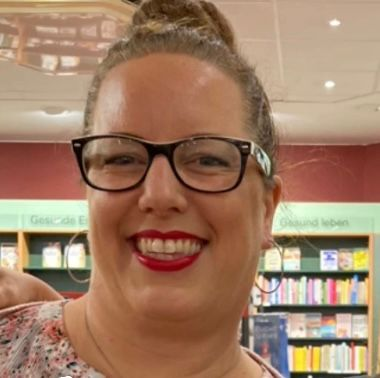
Leonie Lastella bei einer Lesung in Hamburg-Wedel 2023

Leonie Lastella (* 4. Februar 1981 in Lübeck als Leonie Schachschneider) ist eine deutsche Schriftstellerin, die überwiegend New-Adult-Romane und zeitgenössische Liebesromane verfasst. Außer unter ihrem bürgerlichen Namen veröffentlicht sie unter dem Pseudonym Mia Williams.

## Leben
Nach dem Abitur im Jahr 2000 studierte Leonie Lastella an der Universität Hamburg Erziehungswissenschaften und arbeitete in verschiedenen sozialen Einrichtungen rund um Hamburg. Aus ihrer Erfahrung dort schöpft sie für den gesellschaftspolitischen Hintergrund ihrer Bücher.
2017 erschien der New-Adult-Roman Brausepulverherz im Verlag S. Fischer; es folgte der Band Nordsternfunkeln. 2020 wechselte sie zu dtv. Bei Penguin Randomhouse erschienen weitere Werke mit dem Schwerpunkt zeitgenössischer Liebesroman.
Lastella verarbeitet in ihren Romanen für die Zielgruppe relevante gesellschaftliche Themen wie Cybermobbing, Bodyshaming, Gewalt in der Familie und Partnerschaft, Teenager-Schwangerschaften, Adoption, Behinderung und soziale Ungerechtigkeit. Ihre Romane zeichnen sich oft durch ein US-amerikanisches Setting aus, wofür die Autorin intensive Recherchereisen unternimmt.
Seit 2013 ist Lastella Mitglied bei DELIA.
Sie lebt mit ihren drei Söhnen im Westen von Hamburg.

## Auszeichnungen und Nominierungen
- 2013: NordMordAward, Platz 2 für Handels Teufel.[2]
- 2014: Delia-Kurzgeschichten-Wettbewerb, Platz 1 für Tropfen auf unserer Haut.[3]
- 2015: NordMordAward, Platz 2 für Finstere Wellen; Publikumspreis Platz 3 für Finstere Wellen'[4]
- 2024: Delia-Literaturpreis, auf der Shortlist mit Seaside Hideway – Unsafe.[5]

## Veröffentlichungen
Als Leonie Lastella
- Brausepulverherz. S. Fischer, Frankfurt am Main 2017, ISBN 978-3-596-03546-5.
- Nordsternfunkeln. S. Fischer, Frankfurt am Main 2018, ISBN 978-3-596-29910-2.
- Das Glück so leise. Diana, München 2018, ISBN 978-3-453-36073-0.
- Das Licht von tausend Sternen. Dtv, München 2020, ISBN 978-3-423-74057-9.
- Wenn Liebe eine Farbe hätte. Dtv, München 2020, ISBN 978-3-423-74059-3.
- Carry me through the night. Dtv, München 2022, ISBN 978-3-423-71900-1.
- Ankerliebe. Diana, München 2022, ISBN 978-3-453-36113-3.
- Seaside Hideaway – Unsafe. Dtv, München 2023, ISBN 978-3-423-74099-9.
- Seaside Hideaway – Unseen. Dtv, München 2023, ISBN 978-3-423-74100-2.

Mit Tonia Krüger und Valentina Fast
- Kisses in the snow. Dtv, München 2023, ISBN 978-3-423-74097-5.

Als Mia Williams
- Pure Desire – Nur Du. S. Fischer, Frankfurt am Main 2018, ISBN 978-3-596-70291-6.
- Pure Desire – Zwischen uns. S. Fischer, Frankfurt am Main 2019, ISBN 978-3-596-70292-3.
- Pure Desire – Dir Nah. S. Fischer, Frankfurt am Main 2019, ISBN 978-3-596-70363-0.